# Gonneville-sur-Scie
Gonneville-sur-Scie ist eine französische Gemeinde mit 548 Einwohnern (Stand: 1. Januar 2022) im Département Seine-Maritime in der Region Normandie (vor 2016 Haute-Normandie). Sie gehört zum Arrondissement Dieppe und zum Kanton Luneray (bis 2015 Kanton Tôtes). Die Einwohner werden Gonnevillais genannt.

## Geographie
Gonneville-sur-Scie liegt etwa 30 Kilometer südlich von Dieppe. Umgeben wird Gonneville-sur-Scie von den Nachbargemeinden Criquetot-sur-Longueville im Norden, Saint-Crespin im Osten und Nordosten, Notre-Dame-du-Parc im Osten, Heugleville-sur-Scie im Süden, Beauval-en-Caux im Westen und Südwesten sowie Belmesnil im Westen und Nordwesten.

## Bevölkerungsentwicklung
| Jahr                      | 1962 | 1968 | 1975 | 1982 | 1990 | 1999 | 2006 | 2013 |
| Einwohner                 | 414  | 387  | 375  | 366  | 350  | 348  | 414  | 445  |
| Quelle: Cassini und INSEE |      |      |      |      |      |      |      |      |

## Sehenswürdigkeiten
- Kirche Saint-Valery